# 203 a.C.
Il 203 a.C. (CCIII a.C. in numeri romani) è un anno  del III secolo a.C.

## Eventi
- Vittoria romana dei Campi Magni contro le forze Cartaginesi. Annibale ritorna a Cartagine
- Viene riedificata Genova dopo il saccheggio e la distruzione operata da Magone, fratello di Annibale, nel 205 a.C.
- Publio Cornelio Scipione sbarca in Africa, alla testa di quattro legioni di veterani.

## Morti
- Agatocle, funzionario egizio
- Magone Barca, condottiero cartaginese
- Enante d'Egitto, nobildonna greca antica
- Quinto Fabio Massimo Verrucoso, politico e militare romano
- Sofonisba, nobildonna cartaginese
- Sosibio, funzionario e militare egizio